# Filippo Lippi
Fra (it. for broder) Filippo Lippi (di Tommaso) (født omkring 1406 i Firenze, død 9. oktober 1469 i Spoleto) var en florentinsk maler.
Han virkede især i Firenze, nogen tid (ca. 1434) i Padua (hans værker dér er nu forsvundne), i Prato ca. 1452—65, i Spoleto ca. 1467—69. Forældreløs, faren var slagter, fra otte års alderen og ret overladt til sig selv blev han omsider anbragt i karmeliterklostret i Santa Maria del Carmine; her har han sikkert set Masaccio male sit freske-storværk og måske hjulpet ham. Masaccio og Fiesole blev de to væsensforskellige kilder, hans kunst øste af. 1421 blev han munkeviet, 1456 prior for nonneklostret Santa Margarita i Prato; den meget kvindekære og levelystne Fra Lippi, om hvem der alt gik lystige historier fra munketiden i Firenze, trådte her i forhold til og bortførte nonnen Lucrezia Buti, der fødte ham sønnen, Filippo di Fra Filippo, måske var han kun Lippis adoptivsøn. Lippi mistede sine gejstlige stillinger, men Lucrezia blev hans kære madonna-model, som billedet i Palazzo Pitti – med barselsceneriet i baggrunden. Der er skønhed og finhed over Lippis madonnaer og ikke altid særlig andagtsfulde englebørn, malerisk glæde og delikat gennemførelse i hele Lippis kunst, der søger at forene Masaccios sundhed og Fiesoles sjælsskønhed og netop derved fik betydning for kunstudviklingen. Lippis hovedværker er: freskerne i domkirkens kor i Prato med fremstillinger af Johannes Døberens og den hellige Stefans liv (1452—64); freskerne i domkirken i Spoleto med scener af Jomfru Marias liv; Lippi døde, før freskerne var fuldendte, de blev fuldførte af Lippis elev og arbejdsfælle Fra Diamante. 

## Galleri
- Marias kroning
- Madonna og Engle
- Madonna tilbedende Kristus-Barnet
- Jomfru Marias begravelse